# WANDS
WANDS(일본어: ワンズ 완즈[*])는 일본의 록 밴드였다. 1991년 싱글 〈외로움은 가을의 색〉으로 데뷔하였다. 두 차례의 멤버 교체를 거쳐 2000년에 해체되었다가 2019년 다시 재결성했다.

## 멤버
1기 (1991년 - 1992년)
- 우에스기 쇼 (보컬, 작사 , 작곡, 편곡), 시바사키 히로시 (기타, 작곡, 편곡), 오시마 고스케 (키보드, 작곡 , 편곡)

2기 (1992년 - 1996년)
- 우에스기 쇼 (보컬, 작사 , 작곡, 편곡), 시바사키 히로시 (기타, 작곡, 편곡), 기무라 신야 (키보드, 작사, 작곡, 편곡)

3기 (1997년 - 2000년)
- 마쓰모토 지로 (보컬, 작사, 편곡), 스기모토 잇세이 (기타, 작사, 작곡, 편곡), 기무라 신야 (키보드, 작사, 작곡, 편곡)